# Sarah, hertiginna av York
Sarah hertiginna av York, född Sarah Margaret Ferguson den 15 oktober 1959 i Marylebone i London, är en medlem av den brittiska kungafamiljen. Hon var gift med prins Andrew, hertig av York mellan 1986 till 1996. Hon är även känd under smeknamnet Fergie.

## Bakgrund
Ferguson föddes på Welback Hospital i London, men växte upp på familjens gods Dummer Down Farm i Dummer, Hampshire. Hon är dotter till Ronald Ferguson (1931–2003) och Susan Barrantes (född Wright, 1937–1998). Föräldrarna skildes 1974.

## Giftermål och familj
Förlovningen mellan Sarah Ferguson och prins Andrew tillkännagavs den 19 mars 1986. De gifte sig i Westminster Abbey den 23 juli 1986. I samband med vigseln förlänades prins Andrew pärsvärdigheten hertig av York av drottning Elizabeth II. I egenskap av hertigens äkta maka fick Sarah Ferguson titeln hertiginna av York.

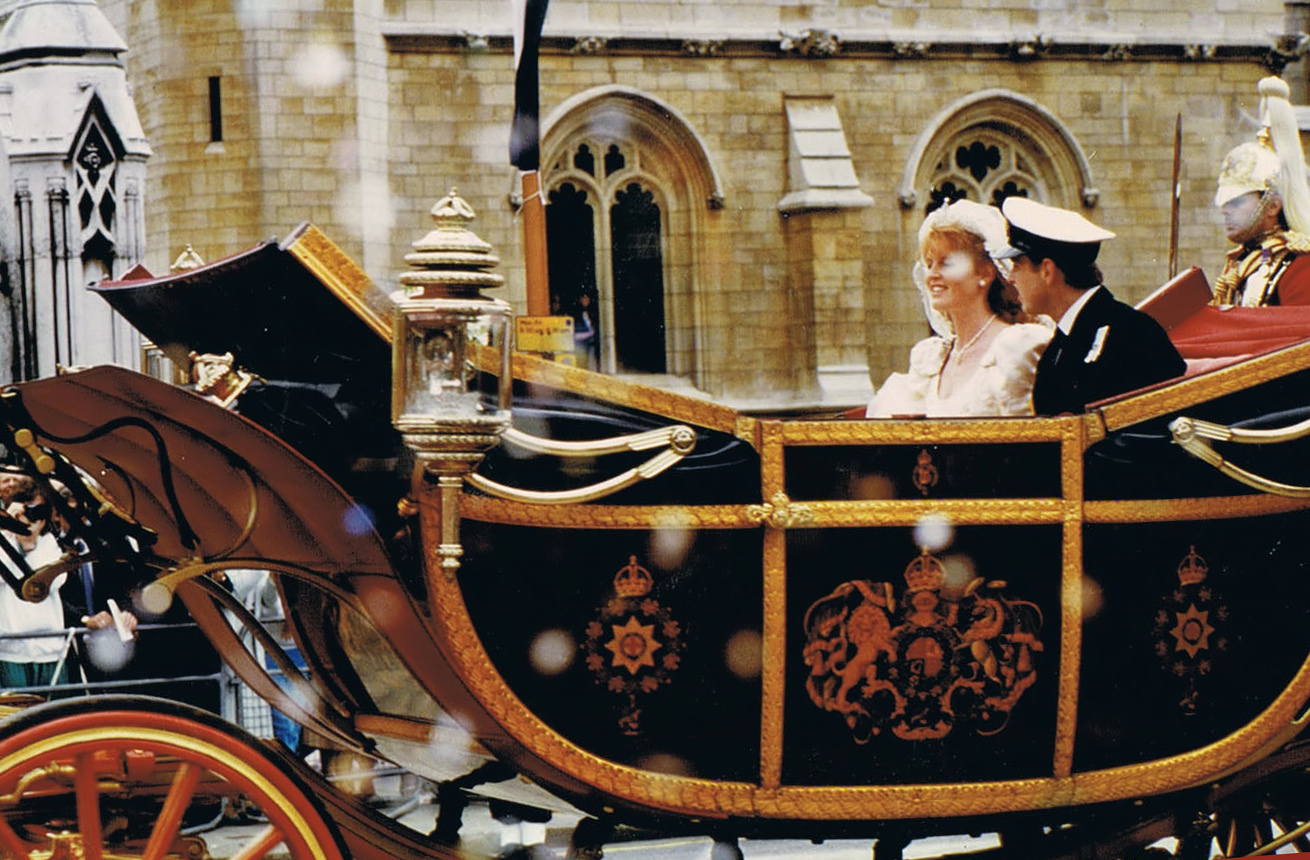
Sarah och Andrew under kortegen vid Westminster i London, 1986.

Paret har två döttrar, prinsessan Beatrice (född 1988) och prinsessan Eugenie (född 1990).
Den 19 mars 1992 meddelade paret att de hade separerat. I samband med detta upphörde Sarah Fergusons officiella uppdrag som hertiginna, men hon behöll hertiginnetiteln. I maj 1996 tillkännagav paret sin skilsmässa.

## Livet efter skilsmässan
Efter skilsmässan har Ferguson engagerat sig i en rad olika välgörenhetsorganisationer såsom svenska The Perfect World Foundation, Teenage Cancer Trust och Not for Sale. Hon är även grundare till organisationerna Children in Crisis, Key To Freedom och The Sarah Ferguson Foundation. Hon har dessutom varit talesperson för olika företag, bland annat Viktväktarna. 
Ferguson är författare till en rad böcker inom genrer som barnlitteratur och livsstil (bland annat i samarbete med Viktväktarna). Hon har även skrivit två böcker om Viktoria av Storbritannien samt producerat filmen Young Victoria (2009).

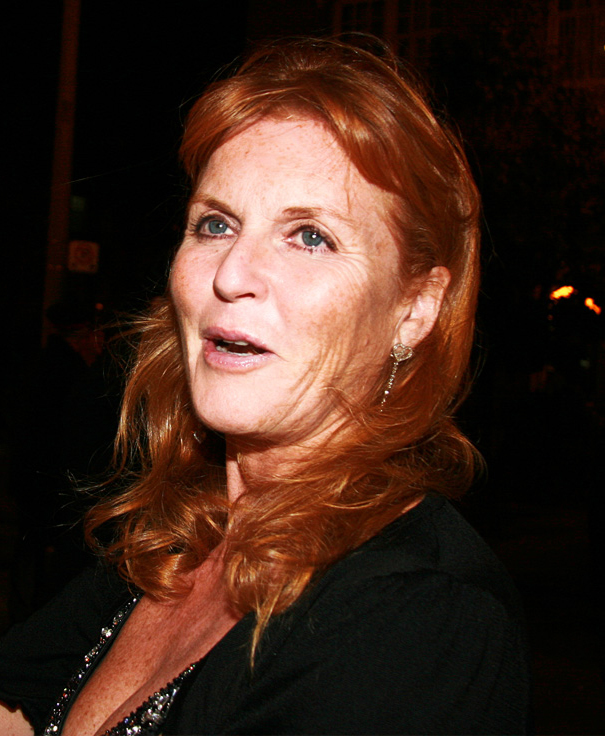
Sarah vid filmfestivalen i Toronto 2009.